# Dario Dainelli
Dario Dainelli (* 9. Juni 1979 in Pontedera) ist ein ehemaliger italienischer Fußballspieler. Er spielte auf der Position eines Innenverteidigers.

## Karriere

### Im Verein
Dario Dainelli startete seine Karriere beim FC Empoli, dort kam er jedoch nie in der Profimannschaft zum Einsatz. Nach Leihzeiten beim FC Modena und der SS Cavese wechselte er 1999 zu Fidelis Andria in die Serie C1. Hier war er Stammspieler und schaffte dank seiner soliden Leistungen den Sprung in die Serie A zur US Lecce. Anschließend spielte er für Brescia Calcio und Hellas Verona in der Serie A, ehe er zur Saison 2004/05 zum AC Florenz wechselte. Dort blieb er bis Anfang 2010 und schloss sich dann dem CFC Genua an. Im Januar 2012 wechselte er zu Chievo Verona. Anschließend wechselte er 2018 As Livorno und beendete dort am 1.7.2019 seine Karriere.

### In der Nationalmannschaft
Dainelli gehörte bei der U-21-Fußball-Europameisterschaft 2002 zum italienischen Aufgebot von Trainer Claudio Gentile, kam im Turnierverlauf aber nicht zum Einsatz. Zwischen 2005 und 2006 stand er viermal im Kader der italienischen A-Nationalmannschaft, sein Länderspieldebüt am 11. Juni 2005 im Freundschaftsspiel gegen Ecuador unter Marcello Lippi blieb dabei zugleich sein einziger Einsatz.